# 水源话族群
水源话族群，指使用水源话（又称水源音）的一支族群，主要分布于广东省东江中上游一带，以河源、惠州、韶关（部分）为主。水源话族群相对于其他客家漢族而言，更加强调自己是“本地人”。

水源话族群，风俗与其他客家族群一致。除语言较特别之外，一般与其他客家族群难以区分。特别是在河源地区，水源话族群和其他客家人均视为同一客家群体。并且，河源是水源话族群分布的中心地带，河源电视台、河源公交均以龙川佗城人（水源话族群之一）所使用的语言作为播音语言，水源话族群的文化在河源市借助“客家古邑”的称号得到一定的保护和发扬。